# Say It with Songs
Say It with Songs is een Amerikaanse muziekfilm uit 1929 onder regie van Lloyd Bacon. Destijds werd de film in Nederland uitgebracht onder de titel De macht van het lied.

## Verhaal
De radio-omroeper Joe Lane schenkt niet genoeg aandacht aan zijn gezin. Als zijn directeur Arthur Phillips avances maakt naar zijn vrouw Katherine, doodt hij hem tijdens een gevecht. Hij wordt veroordeeld tot een celstraf. Katherine belooft dat ze hem trouw zal blijven, maar ze wordt al spoedig verliefd op een aantrekkelijke, jonge arts. Op de dag dat Joe weer vrijkomt, is zijn zoontje betrokken bij een zwaar verkeersongeluk. De arts redt het leven van de jongen.

## Rolverdeling
| Acteur          | Personage          |
| --------------- | ------------------ |
| Al Jolson       | Joe Lane           |
| Davey Lee       | Zoon               |
| Marian Nixon    | Katherine Lane     |
| Holmes Herbert  | Dr. Robert Merrill |
| Kenneth Thomson | Arthur Phillips    |
| Fred Kohler     | Fred               |
| Frank Campeau   | Agent              |
| John Bowers     | Dokter Burnes      |
| Ernest Hilliard | Radiomedewerker    |
| Arthur Hoyt     | Mijnheer Jones     |
| Claude Payton   | Rechter            |

## Filmmuziek
- Used to You
- Little Pal
- I'm in Seventh Heaven
- Why Can't You?
- One Sweet Kiss
- Little Pal
- I'm in Seventh Heaven
- I'm Ka-razy for You
- Back in Your Own Back Yard